# Kux

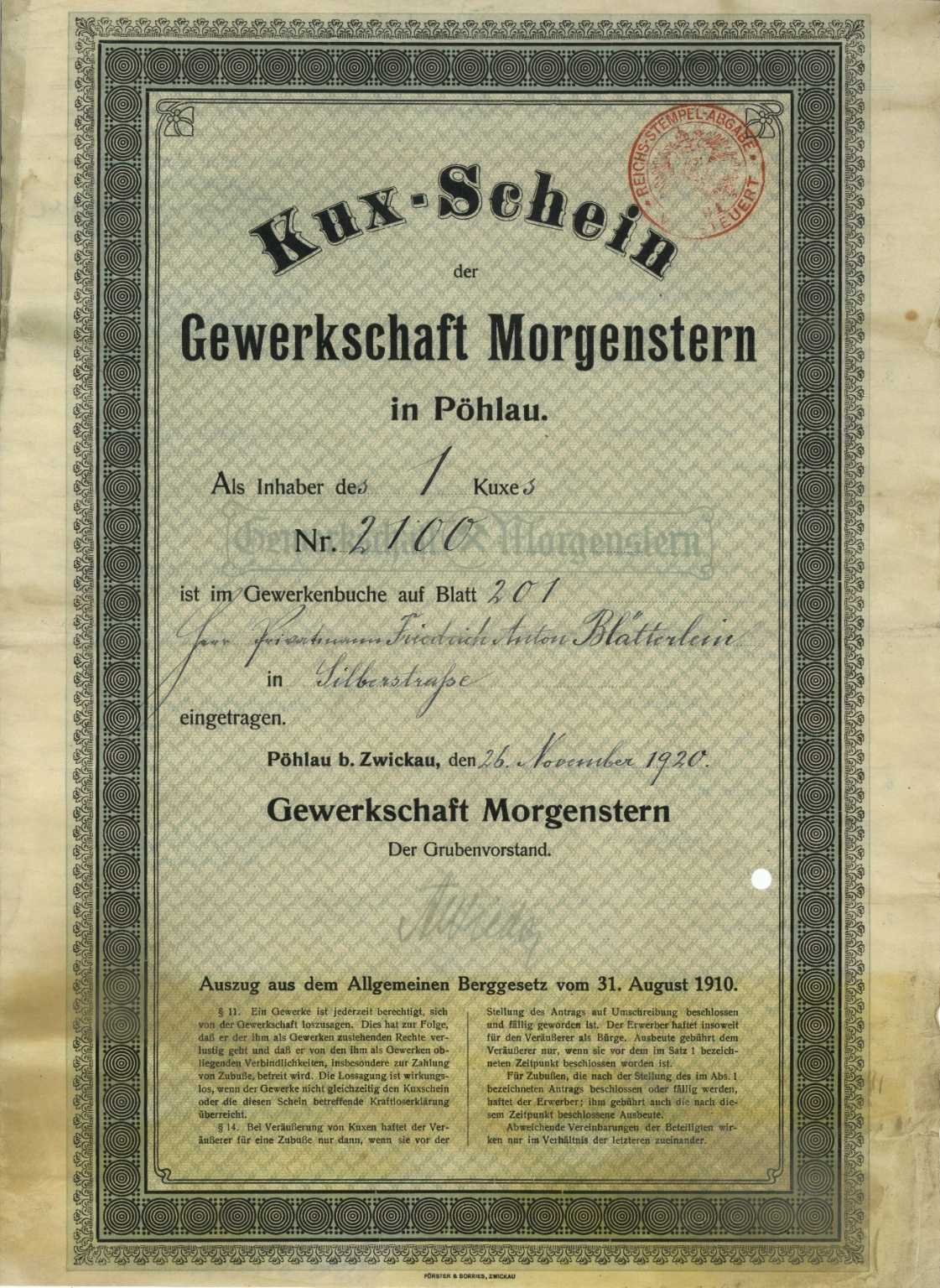
Kux der Gewerkschaft Morgenstern in Zwickau/Sachsen; 1920, Vorderseite

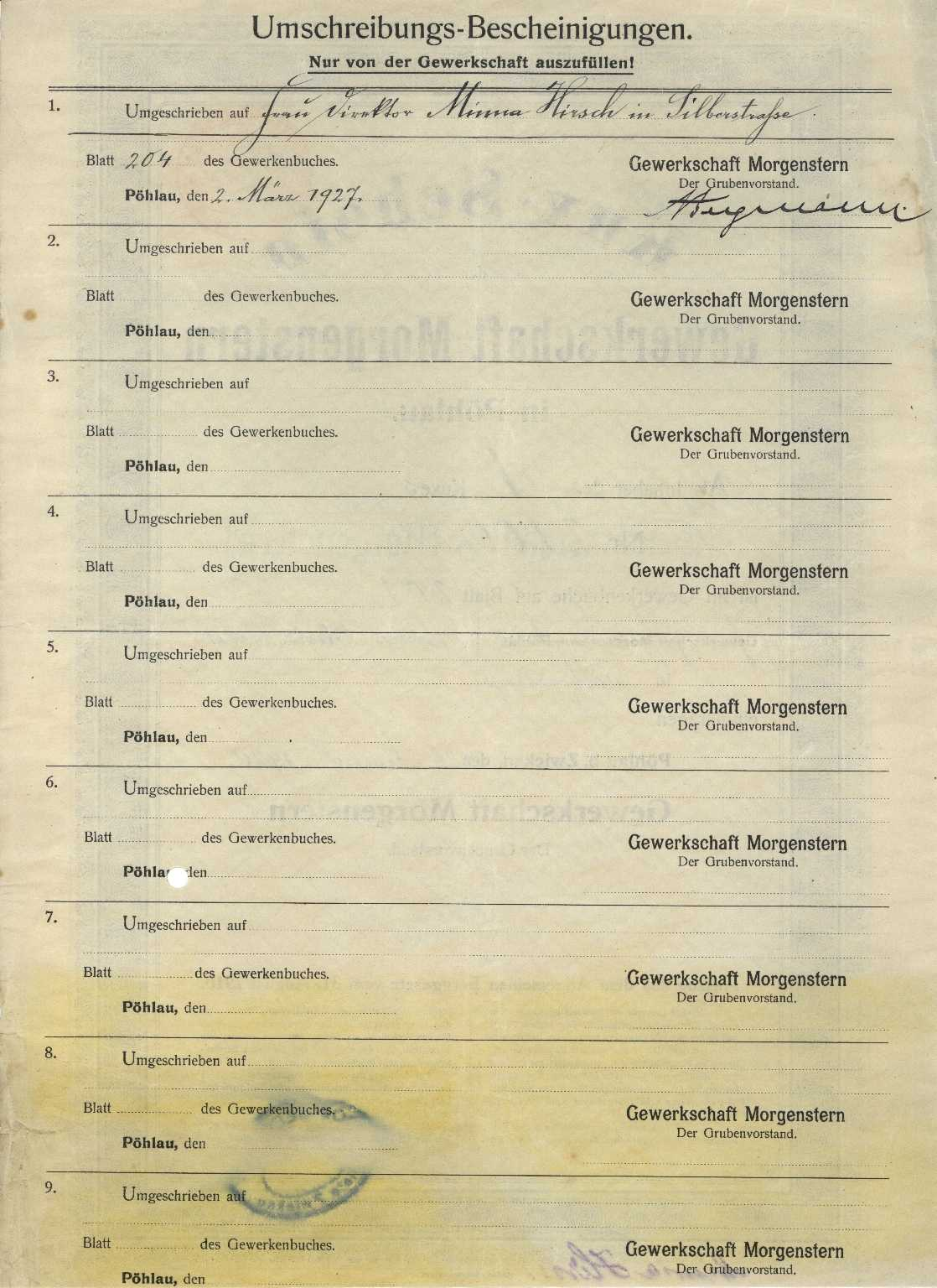
Kux der Gewerkschaft Morgenstern in Zwickau/Sachsen; 1920, Rückseite

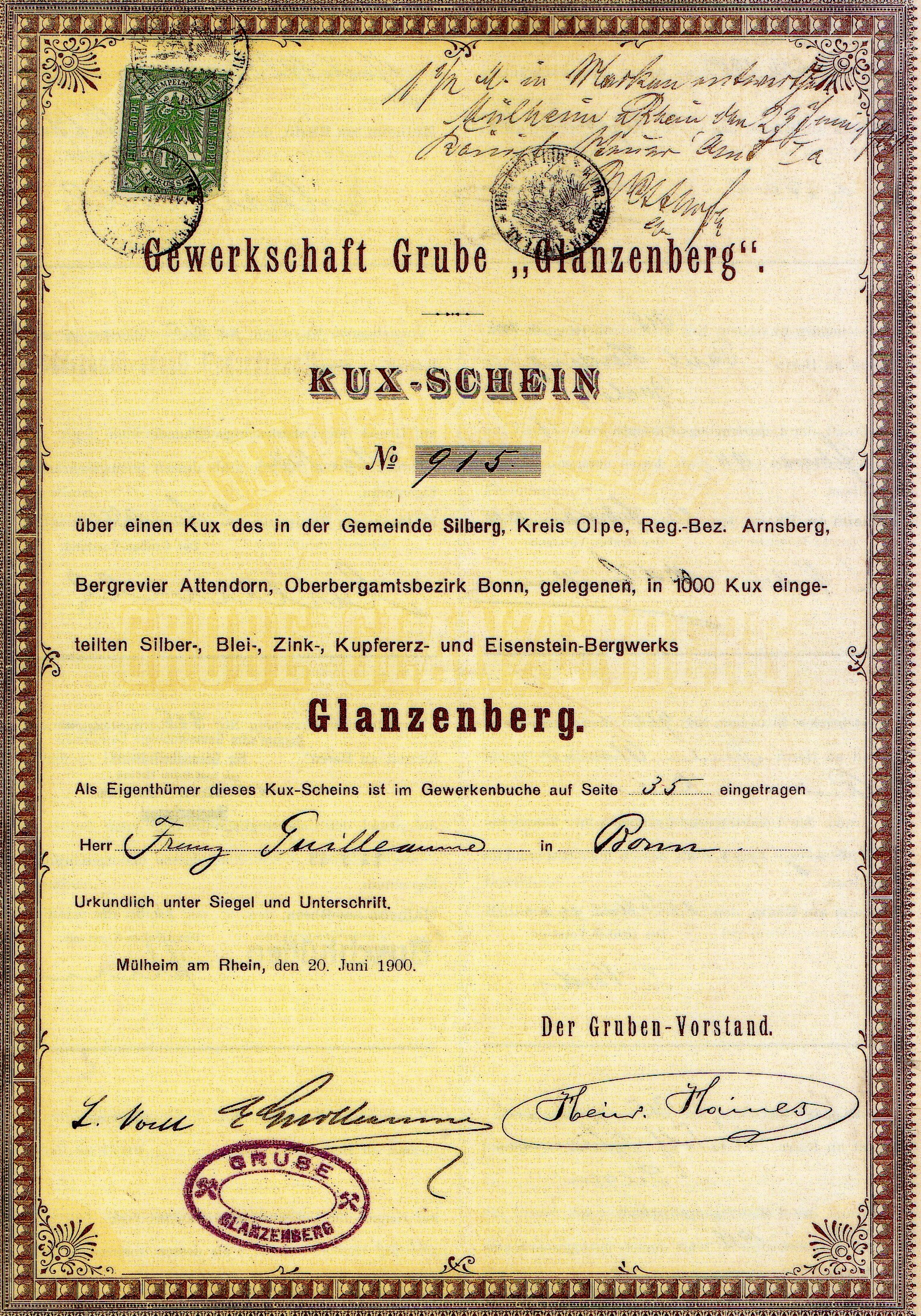
Kux-Schein der Gewerkschaft Grube Glanzenberg

Ein Kux, früher auch Stamm oder Schicht genannt, ist der bestimmte ideelle Anteil an einem Bergwerk, das in der Rechtsform einer bergrechtlichen Gewerkschaft betrieben wird. Die Namensherkunft des Wortes Kux ist nicht eindeutig geklärt. In älteren Schriften verwendete man den Begriff Kukus. Abgeleitet wird dies aus dem mittellateinischen Wort cuccus; dieser Begriff wird bereits in einer Urkunde aus dem Jahr 1327 erwähnt.

## Grundlagen
Nach den alten Berggesetzen war ein Muter verpflichtet, ein ihm verliehenes Grubenfeld bergmännisch zu bearbeiten, ansonsten drohte die Freifahrung. Die Kosten dafür konnte ein Einzelner oftmals nicht alleine tragen. Zudem war das unternehmerische Risiko sehr hoch und für Einzelpersonen kaum kalkulierbar. Aus diesem Grund wurden die Bergwerke in ideelle Anteile geteilt und die Anteilscheine, die Kuxe, an Privatpersonen verkauft. Die Aufteilung war auf vielfache Weise möglich. Basis für die Aufteilung waren die römischen Einheiten im Gewichts- und Münzwesen. Hierbei wurde das Ganze in Zwölftel geteilt, sodass jeder Anteilseigner eine bestimmte Anzahl an Zwölfteln (1/12, 2/12, 3/12 usw.) vom Bergwerk, gemäß seinen Anteilscheinen, besaß. Um eine noch weiter gehende Gliederung zu erreichen, wurde eine Unterteilung vorgenommen, sodass man auch Unterteile von Zwölfteln besitzen konnte. Dadurch war es möglich, die Bergwerke in entsprechende ideelle Anteile aufzuteilen. Die Aufteilung konnte so auch in 16, 32, 64 Teile erfolgen. Die maximale Anzahl der Anteilsscheine lag zunächst bei 128. Zu diesen 128 Kuxen kam in Marienberg regelmäßig noch ein 129. Kux wohl für das Armenwesen der Stadt hinzu. Viele Zechen zahlten darüber hinaus einen 130. Kux als wohl freiwillige soziale Abgabe oder Stiftung, die für Kirchenbau, arme Schüler oder für das Spital verwendet wurde. Der Wert eines Kuxscheines hing vom jeweiligen Zustand des Bergwerkes ab. Die Kuxe von guten und ertragreichen Gruben waren mehr als 100 Reichstaler wert, die Kuxe kleinerer Bergwerke waren oftmals wertlos.

## Rechtliche Konsequenzen
Ursprünglich waren Kuxe nach den älteren Berggesetzen ideelle Bodenrechte an einem Bergwerk oder einem Erbstollen. Die Kuxe hatten rechtlich gesehen die Eigenschaften von unbeweglichen Sachen. Das erste Mal taucht der Begriff 1474 in einer Urkunde von Kurfürst Ernst und Herzog Albrecht von Sachsen auf. Kuxe waren nach dem preußischen Berggesetz nicht weiter teilbar. Nach dem Allgemeinen Berggesetz für das Königreich Sachsen aus dem Jahr 1868 war die Teilung der Kuxe erlaubt, jedoch durfte die Teilung nur in 100 gleiche Teile erfolgen.
Im Unterschied zu Aktionären waren die Gewerken, also die Inhaber von Kuxen, zur Zubuße verpflichtet, hatten also eine Nachschusspflicht, wenn die Gewerkschaft Kapital benötigte. Diese Zubußeverpflichtung der Gewerken wurden von den Bergbeamten konsequent nachverfolgt und konnte letztendlich bei Nichterbringung der Zubuße zum Verlust der Kuxe der säumigen Gewerken führen. War der Kuxinhaber nach Fristablauf nicht in der Lage, seine Schulden zu begleichen, so wurden seine Kuxe ins Retardat gesetzt. Kuxe, die ins Retardat gesetzt worden waren, bezeichnete man als Retardatkuxe. Es konnte geschehen, dass Kuxe für nicht mehr bestehend erklärt wurden und das Eigentum an ihnen aufgehoben wurde. Man nannte dieses die Kuxe caducieren. Wollte ein Gewerke seiner Zubußeverpflichtung entgehen, so konnte er auch freiwillig auf seine Kuxe verzichten. Jedem Gewerken stand es auch frei, seine Kuxe einem anderen zum Kauf zu überlassen. Durch die Nutzung dieses Abandonrechtes konnten weitere rechtliche Schritte vermieden werden. Letztendlich kam es dann bei einer Erhöhung der Zubuße dazu, dass die meisten Gewerken ihre Kuxe zurückgaben.
Kuxe wurden vom Bergschreiber im Bergbuch eingetragen. Später ging man dazu über, Kuxe wie Inhaberaktien frei handelbar zu gestalten. Für den Handel mit Kuxen waren vereidigte Zwischenhändler, die Kuxkränzler, zuständig. Im 16. Jahrhundert waren Kuxe verbreitete Spekulationsobjekte. Ein damals bedeutender Handelsplatz war die Nürnberger Börse. Eine eigene Kuxbörse bestand vor dem Zweiten Weltkrieg in Essen. Seit der 1985 durchgeführten Zwangsumwandlung aller bergrechtlichen Gewerkschaften in andere Unternehmensformen existieren in Deutschland keine Kuxe mehr.

## Kuxarten
Je nach Verwendung unterschied man verschiedene Kuxe. So gab es zunächst einmal die Zubußekuxe, diese Kuxe konnten von Privatpersonen erworben werden. Kuxe der Ausbeutezechen nannte man Ausbeutekux. Da diese Kuxe im Besitz der Gewerken waren, bezeichnete man sie auch als Gewerkenkux. Die Kuxe, die an den Landesherrn ausgegeben wurden, nannte man Erbkuxe. Den Eigentümern, auf deren Grund und Boden eine Fundgrube lag, stand eine Entschädigung zu. Diese Entschädigung konnte in Form von Kuxen getätigt werden. Solche Kuxe bezeichnete man als Grundkux oder auch Ackerkux. Eine Sonderform des Kuxes waren die Freikuxe. Für diese Kuxe bestanden für die Besitzer keine Zubußepflichten, jedoch wurden die Erträge an den Besitzer gegeben. Je nachdem in wessen Hand diese Freikuxe waren, bekamen diese Freikuxe eine besondere Bezeichnung. Freikuxe, die für die Armenkasse des Ortes bestimmt waren, nannte man Armenkux. Freikuxe, die im Besitz von Kirchen, Krankenhäusern oder Schulen waren, bezeichnete man als fromme oder heilige Kuxe. Kirchenkuxe wurden auch als Pfaffenkux bezeichnet. Knappschaftskuxe waren Freikuxe, die im Besitz der Knappschaftskasse waren. Für die Verpflichtung, das benötigte Holz für die Grubenzimmerung unentgeltlich abzugeben, erhielt der Grundstückseigentümer ein Freikux, das als Holzkux bezeichnet wurde. Die Freikuxe hatten keinerlei Stimmrecht bei Betriebs- und Haushaltsangelegenheiten.

## Kux nach neuem Bergrecht
Nach dem neuen Bergrecht war der Kux ein Anteil an dem Inbegriff eines gewerkschaftlichen Vermögens, mit der Eigenschaft einer beweglichen Sache. Die Aufteilung der Kuxe erfolgte strikt nach dem Dezimalsystem und nicht wie bei den Kuxen alten Rechtes nahezu willkürlich. Die Anzahl der Kuxe pro Gewerkschaft war auf 100 festgesetzt. Diese Anzahl war in der Regel nicht teilbar. Allerdings konnte die Zahl der Kuxe durch Gewerkschaftsstatut auf 1000 Kuxe oder ein Vielfaches von 1000 erhöht werden. Dies lag darin begründet, dass ein Kux mehreren Personen zum Miteigentum gehören konnte. Die Höchstzahl der Kuxe war jedoch auf 10.000 begrenzt. Allerdings konnte die Teilung auf mehr als 100 Kuxe von behördlicher Seite untersagt werden, wenn zwingende Gründe gegen eine Teilung sprachen. Sämtliche Kuxinhaber wurden in ein als Gewerkenbuch bezeichnetes Verzeichnis, welches vom Repräsentanten der Gewerkschaft geführt wurde, eingetragen. Auf Verlangen konnte jeder Gewerke vom Repräsentant einen Kuxschein ausgestellt bekommen. Dieser Kuxschein war ein Wertpapier, das den Zweck hatte, die Mitgliedschaft und das Beteiligungsverhältnis in glaubhafter Form zu beurkunden. Der Kuxschein namentlich durfte niemals auf den Inhaber ausgestellt werden. Er musste stets auf den Namen des im Gewerkenbuch eingetragenen Eigentümers ausgestellt werden. Die Erneuerung eines Kuxscheines konnte in der Regel nur gegen Rückgabe des alten Scheines erfolgen. Ging ein Kuxschein verloren, musste dieser mittels Aufgebotsverfahren durch das Amtsgericht für kraftlos erklärt und erst danach erneut ausgestellt werden.

## Kuxanzahl pro Objekt
Die Anzahl der Kuxe wurde in den einzelnen Bergbauregionen und zeitlichen Epochen unterschiedlich gehandhabt. Ihre Zahl lag zwischen 60 und 135 Stück. Die Anzahl der Kuxe eines Bergwerkseigentums erfolgte somit nach den alten Berggesetzen mehr oder weniger willkürlich. Im Oberharz war es erlaubt, pro Bergwerk anfangs nur bis zu 60 Kuxe auszugeben und erst später die Kuxanzahl auf 128 zu erhöhen. Im einseitigen Harz wurden entweder 128 oder 130 und teilweise sogar 135 Kuxe ausgegeben. Davon entfielen 124 Kuxe an die Gewerken, 4 Erbkuxe bekam der Landesherr und 2 Freikuxe waren für soziale Zwecke vorgesehen. Durch das preußische Berggesetz vom 24. Juni 1865 wurde die Anzahl der Kuxe auf 100 festgesetzt. Allerdings war es möglich, diese Anzahl durch Gewerkschaftsstatut auf 1000 festzulegen. Später war es auch möglich, deutlich mehr Kuxe auszugeben. Für das Königreich Sachsen bestimmten lediglich die Gewerkschaftsstatuten die Anzahl der Kuxe.

## Handhabung der Freikuxe
Der Umgang mit den Freikuxen wurde in den einzelnen Bergordnungen recht unterschiedlich geregelt. In den älteren Bergordnungen war es, mit einigen Ausnahmen, üblich, einige Freikuxe pro Bergwerk auszugeben. Allerdings gab es Unterschiede in der Anzahl der Freikuxe. In den Berggesetzen von Österreich, Anhalt-Dessau, Lippe Detmold, Braunschweig und Gotha waren Freikuxe überhaupt nicht vorgesehen. Weiter gab es Bergreviere, in denen sieben Freikuxe ausgegeben werden mussten, in anderen Bergrevieren wurden wiederum nur vier Freikuxe ausgegeben. Die zusätzlichen Belastungen, die sich durch die Freikuxe für die Gewerken ergaben, führten oftmals zu Streitigkeiten. In den neueren Berggesetzen wurde die Handhabung der Freikuxe neu geregelt. So wurden z. B. im Berggesetz für das Großherzogtum Sachsen-Weimar-Eisenach vom 22. Juni 1857 alle Freikuxe für Kirchen, Schulen, Pfarreien, milde Stiftungen und Städte aufgehoben. In Preußen wurden durch das Knappschaftsgesetz vom 10. April 1854 die beiden Freikuxe für die Knappschafts- und Armenkasse aufgehoben. Im Fürstentum Schwarzburg-Meiningen wurden per Gesetz vom 21. Juli 1865 die Freikuxe für den Fiskus aufgehoben. In Baiern und in Sachsen-Meiningen wurden durch die Änderungen der dortigen Berggesetze alle Freikuxe aufgehoben.